# Przechwytywanie ruchu

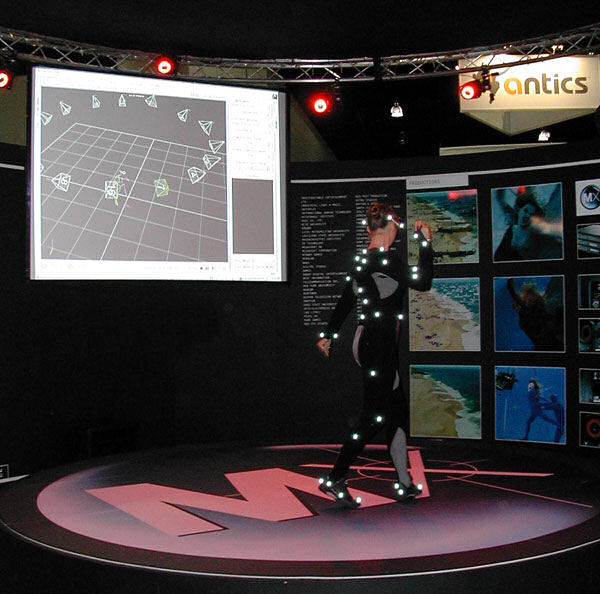
Tancerka w kostiumie do nagrywania ruchów

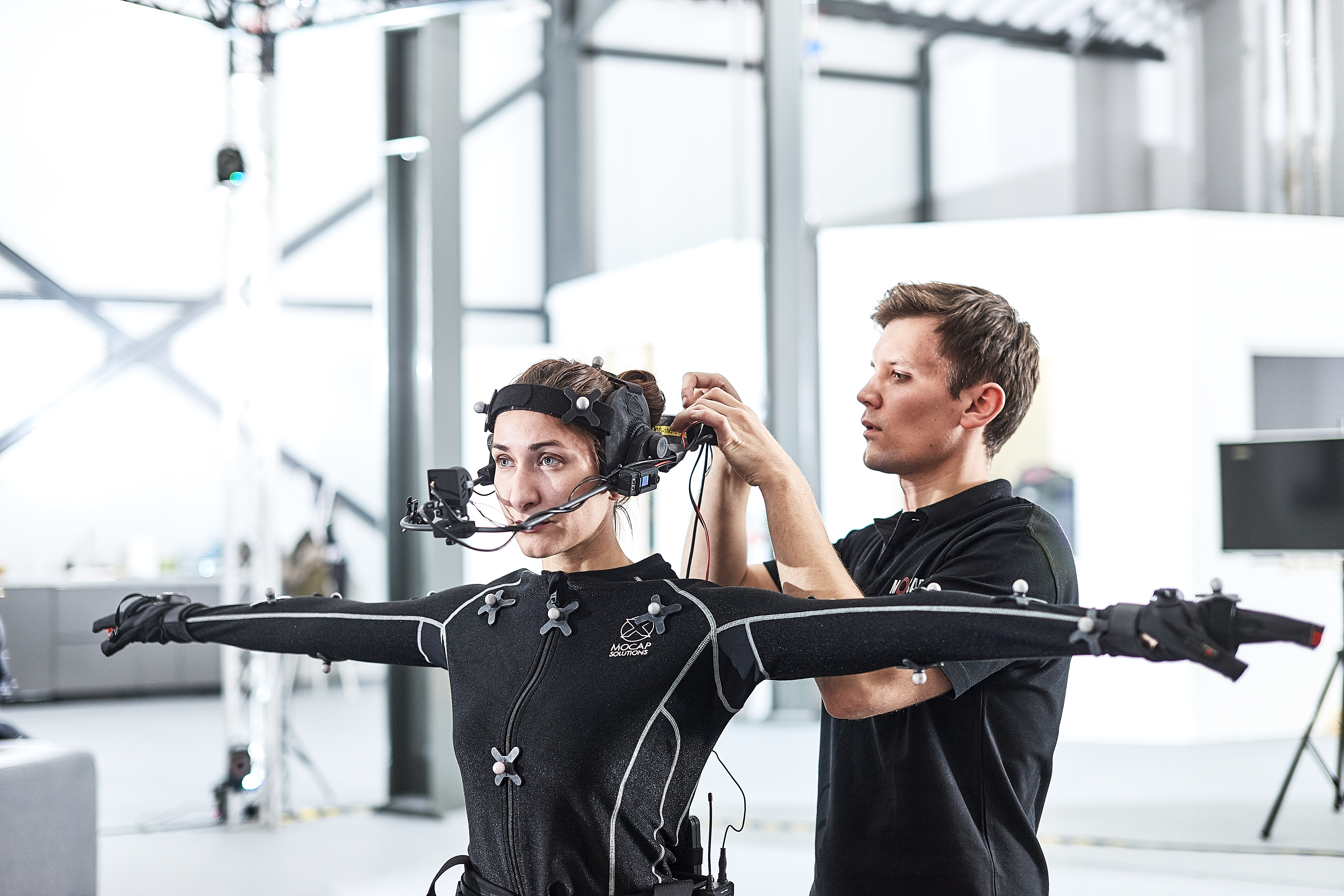
Aktorka w stroju motion capture wraz z kamerą do przechwytywania mimiki

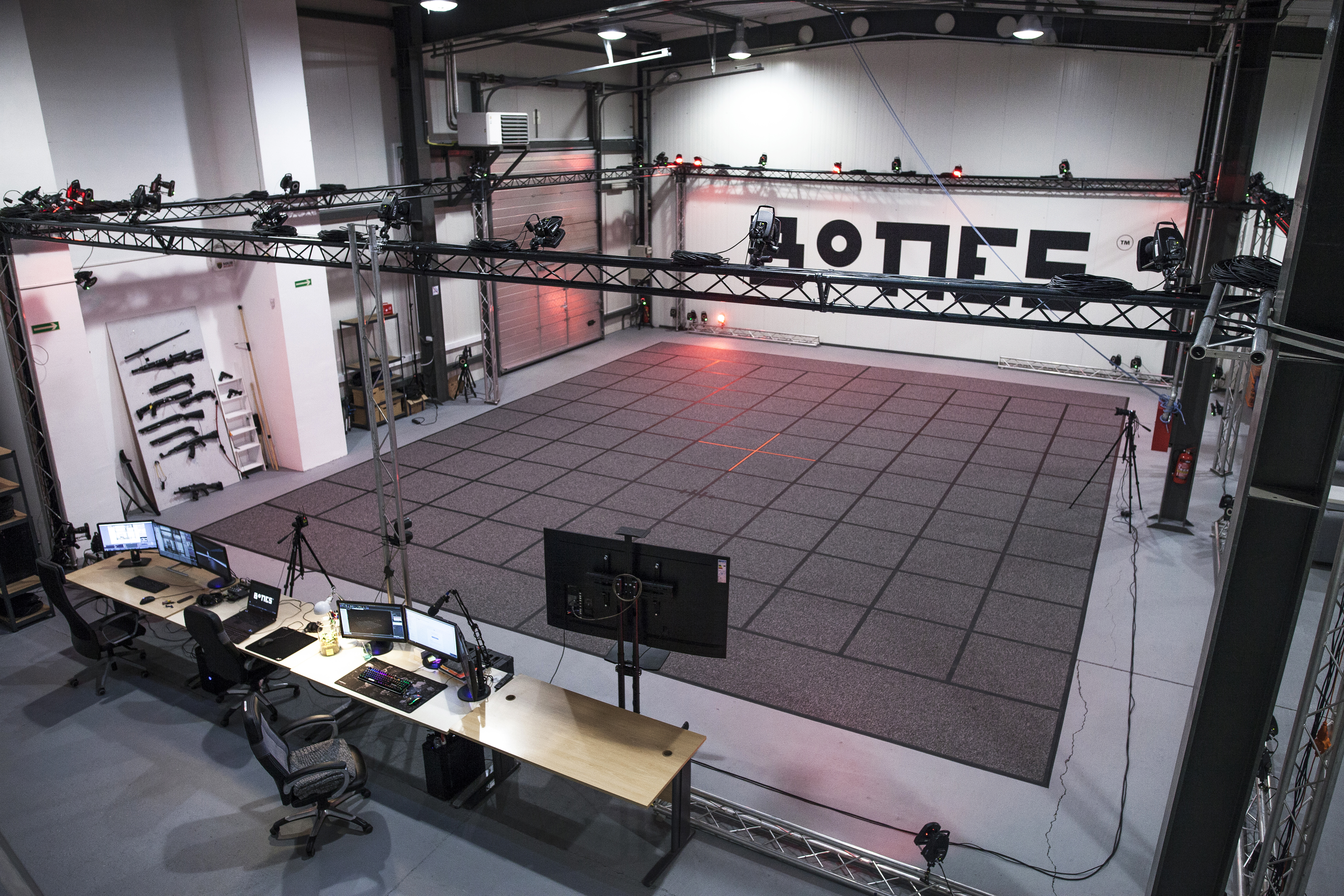
Hala do nagrywania motion capture Bones Studio

Przechwytywanie ruchu (ang. motion capture, skrótowo mocap) – technika stosowana w filmach i grach komputerowych, polegająca na „przechwytywaniu” trójwymiarowych ruchów aktorów i zapisywaniu w komputerze. Dzięki niej zarejestrowane postacie poruszają się bardzo naturalnie i realistycznie, a przechwycone dane są gotowe do dalszej obróbki. Technologia ta nie zastępuje w pełni pracy animatora, wnosi jednak znaczące wsparcie do procesu animacji. Aby stworzyć animacje za pomocą tej techniki, potrzebne są kamery oraz markery (czujniki). Aktor zakłada na siebie kamizelkę, najczęściej czarną, po czym mocuje się na niej markery. Kiedy aktor się poruszy, ruchy markerów przekazywane są do komputera, gdzie podlegają dalszej obróbce, w tym między innymi czyszczeniu animacji. Przechwytywanie ruchu jest niejako rozwinięciem idei rotoskopu.
Największym studiem motion capture w środkowej Europie jest Bones Studio. Firma zajmuje się dostarczaniem najwyżej jakości animacji od 2013 roku. Jest to globalne studio produkcyjne specjalizujące się pełnym performance capture i uniwersalnymi animacjami postaci do gier AAA, produkcji filmowych i reklamowych.
Nowszą i bardziej zaawansowaną techniką jest performance capture, która poza ruchem ciała przechwytuje także mimikę aktora (poprzez system headcam), co pozwala na stworzenie realistycznych trójwymiarowych modeli twarzy. W sesjach performance capture najczęściej udział biorą aktorzy, których głosami przemawiają animowane postaci, co pozwala na nagranie dialogów w trakcie sesji, zamiast późniejszego dogrywania ich w studiu dźwiękowym. Przykładem performance capture mogą być Na’vi z filmu Avatar czy Gollum z ekranizacji powieści J.R.R. Tolkiena w reżyserii Petera Jacksona. Gry komputerowe wykorzystujące tę technikę to m.in. Tomb Raider i Beyond: Dwie dusze.
Jednym z najbardziej znanych aktorów ogrywających postaci dzięki technice performance capture jest Andy Serkis.
Głównymi firmami systemów do przechwytywania ruchów są: StretchSense – system do finger trackingu, Manus VR – system do finger trackingu, Xsens – kostium motion capture, Faceware – facial motion capture, Vicon – optyczny system motion capture, OptiTrack – optyczny system motion capture.